# Aphaenogaster testaceopilosa
Aphaenogaster testaceopilosa är en myrart som först beskrevs av Lucas 1849.  Aphaenogaster testaceopilosa ingår i släktet Aphaenogaster och familjen myror.

## Underarter
Arten delas in i följande underarter:
- A. t. cabylica
- A. t. canescens
- A. t. testaceopilosa